# HAARP (album)
HAARP è il primo album dal vivo del gruppo musicale britannico Muse, pubblicato il 17 marzo 2008 dalla Warner Bros. Records.

## Descrizione

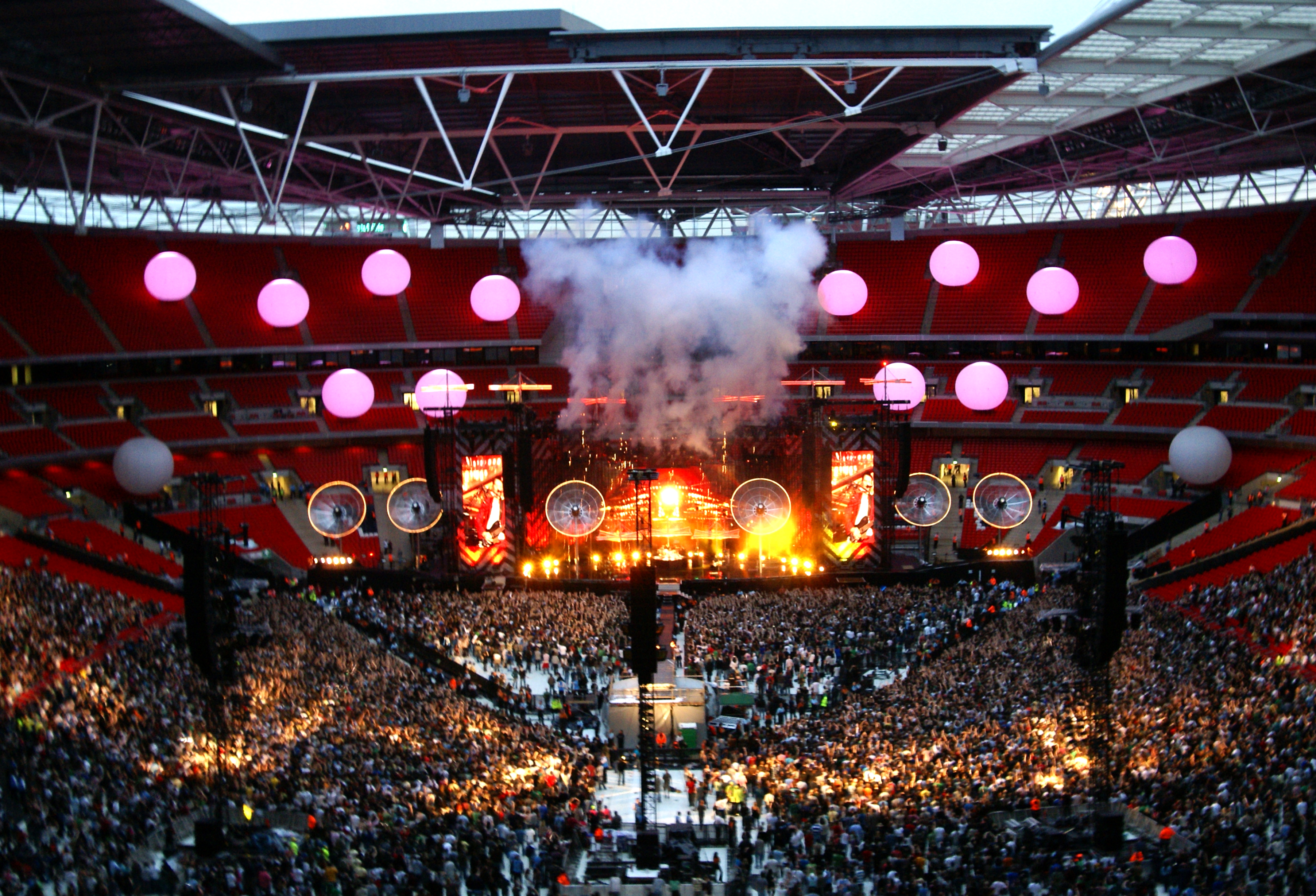
La scenografia del palco

Il nome del disco è un esplicito riferimento all'omonimo impianto presente in Alaska e realizzato con un sistema di antenne emananti onde corte. Secondo i sostenitori di varie teorie del complotto, l'impianto sarebbe in grado di influenzare i fenomeni climatici. Questa struttura viene criticamente riproposta dai Muse nella scenografia del concerto che consiste in due enormi antenne paraboliche sistemate sul palco centrale e altre quattro sistemate alle due estremità esterne.
L'album venne registrato durante i concerti che il gruppo tenne il 16 e 17 giugno 2007 al Wembley Stadium di Londra. Il CD contiene i brani eseguiti nel concerto del 16 mentre il DVD contiene il live dei brani eseguiti nel concerto del 17. I due concerti sono stati decretati attraverso un voto ufficiale su Internet come il più grande evento in tutta la storia del Wembley Stadium, battendo esibizioni di artisti come Michael Jackson e dei Queen.
All'inizio del concerto il gruppo, per poter raggiungere il palco, percorre una passerella che attraversa la platea centrale sotto le note dell'opera classica Romeo e Giulietta. Per salutare il pubblico Bellamy esegue alla chitarra la melodia del film del 1977 Incontri ravvicinati del terzo tipo diretto da Steven Spielberg. A differenza del CD, nel DVD sono presenti altri sei brani e un'improvvisazione. I brani in più sono Feeling Good, Plug in Baby, Apocalypse Please, Blackout, Soldier's Poem e Hoodoo. Durante l'esecuzione di Blackout la scenografia comprende due acrobate dell'aria legate ad enormi palloni aerostatici che fluttuano sull'arena.
Inoltre molte altre canzoni suonate nelle due date al Wembley Stadium sono state scartate dall'album, tra cui Citizen Erased, Sunburn, Sing for Absolution e Bliss.

## Promozione
In occasione del lancio dell'album, i Muse hanno realizzato una sottopagina all'interno del sito ufficiale del gruppo nel quale è stato possibile scaricare gratuitamente alcune tracce del disco per iPod, iPod touch, formato video per iPhone e gli MP3 di Knights of Cydonia, Supermassive Black Hole, Unintended e Plug in Baby, previa registrazione.
Un'edizione speciale del disco è stata pubblicata con in aggiunta al normale CD e DVD, una serie di bonus tra i quali un documentario del backstage e una serie di cartoline che raffigurano il gruppo.

## Tracce
CD
1. Intro – 1:44
2. Knights of Cydonia – 6:37
3. Hysteria – 4:19
4. Supermassive Black Hole – 4:01
5. Map of the Problematique – 5:22
6. Butterflies & Hurricanes – 5:56
7. Invincible – 6:15
8. Starlight – 4:13
9. Time Is Running Out – 4:23
10. New Born – 8:16
11. Unintended – 4:36
12. Micro Cuts – 3:47
13. Stockholm Syndrome – 7:37
14. Take a Bow – 4:42

Traccia bonus nell'edizione digitale
1. City of Delusion – 5:08

DVD
1. Intro – 1:50
2. Knights of Cydonia – 6:29
3. Hysteria – 4:11
4. Supermassive Black Hole – 4:12
5. Map of the Problematique – 5:08
6. Butterflies & Hurricanes – 6:13
7. Hoodoo – 3:32
8. Apocalypse Please – 4:45
9. Feeling Good – 3:46
10. Invincible – 5:49
11. Starlight – 4:14
12. Improv. – 0:52
13. Time Is Running Out – 4:30
14. New Born – 9:16
15. Soldier's Poem – 2:19
16. Unintended – 4:42
17. Blackout – 5:02
18. Plug in Baby – 4:27
19. Stockholm Syndrome – 8:06
20. Take a Bow – 5:24

## Formazione
Gruppo
- Matthew Bellamy – voce, chitarra, pianoforte
- Chris Wolstenholme – basso, cori, chitarra in Hoodoo
- Dominic Howard – batteria, percussioni, cori, sintetizzatore in Take a Bow

Altri musicisti
- Morgan Nicholls – tastiera, sintetizzatore, cabasa in Supermassive Black Hole, basso in Hoodoo, glockenspiel in Soldier's Poem
- Dan Newell – tromba in Knights of Cydonia e City of Delusion

Produzione
- Muse – produzione, missaggio audio
- Rich Costey – missaggio audio
- Tommaso Colliva – assistenza al missaggio
- Justin Gerrish – assistenza al missaggio
- Vlado Meller – mastering
- Mark Santangelo – assistenza al missaggio

## Classifiche
| Classifica (2013)         | Posizione massima |
| ------------------------- | ----------------- |
| Austria                   | 21                |
| Belgio (Fiandre)          | 3                 |
| Belgio (Vallonia)         | 4                 |
| Danimarca                 | 12                |
| Finlandia                 | 9                 |
| Francia                   | 3                 |
| Germania                  | 27                |
| Italia                    | 5                 |
| Messico                   | 42                |
| Norvegia                  | 2                 |
| Paesi Bassi               | 4                 |
| Portogallo                | 10                |
| Spagna                    | 24                |
| Stati Uniti               | 46                |
| Stati Uniti (alternative) | 14                |
| Stati Uniti (rock)        | 16                |
| Stati Uniti (tastemaker)  | 13                |
| Svezia                    | 36                |
| Svizzera                  | 6                 |